# Claudia Puetz
Claudia Puetz (* 14. Mai 1958 im Rheinland) ist eine deutsche Drehbuchautorin, Schriftstellerin und Herausgeberin einer multimedialen Künstlerzeitschrift.

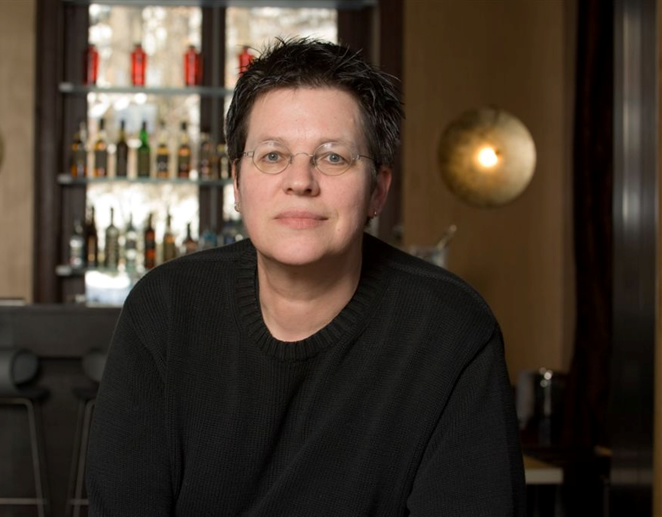
Claudia Puetz

## Leben und Wirken
Claudia Puetz wuchs in Düren am Nordrand der Eifel auf und besuchte dort eine Nonnenschule. Anschließend arbeitete sie sieben Jahre im Betriebsdienst der Deutschen Bahn AG. Nach dem Abitur auf dem Zweiten Bildungsweg studierte sie Germanistik, Philosophie und Psychologie an der Rheinischen Friedrich-Wilhelms-Universität in Bonn. Von 1989 bis 1990 war sie Stipendiatin der 1. Drehbuchwerkstatt an der HFF München, ihr Mentor war der Drehbuchautor und Filmproduzent Peter Märthesheimer.
Seit 1996 schreibt sie Drehbücher für deutsche Fernsehanstalten, ab 2001 auch für das Schweizer Fernsehen. Gemeinsam mit den Autoren Christa Capaul, Katja Früh und Daniel Howald entwickelte sie fiktionale deutsch-schweizerische Serienformate wie Lüthi & Blanc und Tag & Nacht. Von 2012 bis 2017 schrieb sie gemeinsam mit Dominik Bernet die Krimiserie Der Bestatter, die zum Publikumserfolg avancierte und als erste Schweizer Serie auf Netflix zu sehen war. Die Serie wurde auch international vermarktet und in Europa, den USA sowie Japan ausgestrahlt.
In den 1990er-Jahren hat Claudia Puetz Kurzprosa und experimentelle Lyrik im Verlag Corvinus Presse, Berlin, veröffentlicht. Im Rowohlt Verlag, Reinbek erschien ihr Roman Vom andern Stern, eine literarische Variante des Spielfilmdrehbuch Das Hochzeitgeschenk.
Von 1986 bis 2007 war sie Herausgeberin der Künstlerzeitschrift PIPS – Zeitschrift für UnZeitgeist, UnKomMerz und Objektliteratur. An der originalgrafischen Künstleredition, die wahlweise in Tüten, Pappschachteln oder Holzkisten erschien, beteiligten sich weltweit ca. 1000 Autoren und bildende Künstler. Mit dem Kölner Künstler Hans-Jörg Tauchert gründete sie 1991/92 die Staufreunde n.e.V. und publizierte im Krash Verlag Das kleine Staupaket als nicht-börsennotiertes CO2-Zertifikat (Klimaschutzprojekt).
Claudia Puetz lebt in Bonn und Valencia.

## Filmografie

### Drehbücher
- 1996/97: Boxershorts. Sitcom von Christa Capaul. 13 Folgen, zus. mit Katharina Eckart.
- 1997: Das Hochzeitsgeschenk. TV-Spielfilm, zus. mit Katharina Eckart.
- 1997/98: Schule am See. Vorabendserie, diverse Folgen, zus. mit Katharina Eckart.
- 1999: Wie angelt man sich einen Müllmann? TV-Spielfilm, zus. mit Katharina Eckart.
- 1999: Das Amt. Sitcom, diverse Folgen, zus. mit Katharina Eckart.
- 2000: Einmal Prinz zu sein. Comedy, 6 Folgen, zus. mit Katharina Eckart.
- 2000/2001: Das Amt. Sitcom, diverse Folgen, zus. mit Katharina Eckart.
- 2001–2006: Lüthi & Blanc. Schweizer TV-Serie/SRF. 288 Folgen, zus. mit Katja Früh, Christa Capaul u. a.
- 2007–2008: Tag + Nacht. Schweizer TV-Serie/SRF. 26 Folgen, zus. mit Katja Früh, Daniel Howald u. a.
- 2012–2017: Der Bestatter. Schweizer Krimiserie/SRF. Staffeln 2–5, zus. mit Dominik Bernet.
- 2023: Tatort: Seilschaft
- 2023: Tatort: Blinder Fleck

## Auszeichnungen
- 1987: Literaturpreis des Landes Nordrhein-Westfalen
- 1989/90: Stipendium der HFF München (1. Drehbuchwerkstatt)
- 1990/91: Stipendium des Kultusministerium NRW (Künstlerdorfes Schöppingen)
- 1991: Drehbuchförderung der Filmstiftung NRW
- 1993: Stipendium des Kultusministerium NRW (Dada-vor-Berg-Projekt D/Tirol)
- 1994: Stipendium des Kuratorium Künstlerdorf Schöppingen
- 1995: V.-O.-Stomps-Preis der Stadt Mainz für die Künstlerzeitschrift PIPS
- 1999: Stipendium der Stiftung Kulturfonds Berlin für das Künstlerhaus Lukas in Ahrenshoop
- 2001/02: Aufenthaltsstipendium für die Villa Krämerstein der Stiftung Haus am See in Kastanienbaum/Schweiz
- 2011: DEFA-Stipendium für das Dok-Filmprojekt Ein stummes Versprechen – Porträt über den Hollywoodproduzenten Branko Lustig (Schindlers Liste), zus. mit Danijela Zovak

## Bibliografie

### Werke
- Morphinblaue Engel und andere halbseidene Geschichten. Verlag am Galgenberg, Hamburg 1988, ISBN 3-925387-36-6.
- H-um-M-DI-DUMM-welt. Eine abwässerliche Geschichte PIPS-DADA-Corporation Puetz, Bonn 1989.
- Moderne Gladiatoren. Prosa. Corvinus Presse, Berlin 1993, ISBN 3-910172-19-9.
- Vor die Hunde gehn. Gedichte. Corvinus Presse, Berlin 1993, ISBN 3-910172-17-2.
- Redgruetz. Prosa. Corvinus Presse, Berlin 1997, ISBN 3-910172-60-1.
- Vom andern Stern. Roman. rororo-Taschenbuch-Verlag, Reinbek bei Hamburg 1999, ISBN 3-499-22381-3.
- Liebe, Tod & Teufelin. Eine Lesben-Anthologie. Zus. mit Lisa Wilcke. Goldmann, München 1988, ISBN 3-442-21011-9.

### Herausgeberschaften
- PIPS – Zeitschrift für UnZeitgeist, UnKomMerz & Objektliteratur ( Jahrgänge 1986–2007)